# Běla Raichlová
Běla Raichlová (rozená Krapková, 14. dubna 1871 Červený Kostelec – 26. února 1951 Náchod) byla česká spisovatelka, spolková činovnice, osvětová pracovnice, socialistka, novinářka, aktivistka, esperantistka, překladatelka z polštiny, sufražetka a feministka. Byla členkou socialistického a dělnického hnutí a roku 1893 byla obviněna a zatčena v procesu s tzv. Omladinou.

## Život

### Mládí
Narodila se v Červeném Kostelci v podhůří Orlických hor do rodiny trafikanta Krapky a Josefiny Krapkové, rozené Herzig, původem z Olešnice v Orlických Horách. Vyrůstala se 7 sestrami. Přítomnost černouhelné těžby v regionu a nuzné podmínky horníků a dělníků v Běle vzbudili zájem o myšlenky socialismu a dělnického hnutí, tedy v Rakousku-Uhersku postihovanými ideologiemi. Rovněž byla ovlivněna činností svého bratrance, novináře a spisovatele Josefa Krapky-Náchodského z Pavlišova.

### Socialistické hnutí
Roku 1891 se spolupodílela na organizaci oslav Svátku práce na 1. Máje v silně průmyslovém a hornickém Kladně. Aby unikla policejní perzekuci, používala krycí příjmení Šťastná. Přeložila také z polštiny některé socialistické texty, včetně textu písně Rudý prapor, která se záhy stala v levicových kruzích velmi populární.
Rovněž byla v kontaktu s části okruhu lidí, obviněných na přelomu let 1893 a 1894 v procesu s tzv. Omladinou. Ten stál na policejní verzi předpokládající existenci velké tajné organizace, mezi všemi obviněnými však neexistovalo jednotící přímé spojení. V procesu byli mj. obviněni mj. Jan Ziegloser, Václav Čížek, Alois Rašín, Karel Sokol, Antonín Pravoslav Veselý a další lidé, ve věku od 18 do 30 let. Během bouřlivých soudních jednání na jaře 1894 byla píseň Rudý prapor obviněnými několikrát demonstrativně zpívána.

### Náchodsko
Roku 1895 se pak provdala za Hynka Raichla (1872–1948), řídícího učitele obecné školy a pozdějšího knihovníka na Lomech v Orlických Horách, kam se s manželem přestěhovali. Nadále se věnovala literární a lingvistické a osvětové práci, byla autorkou básní a článků v sociálně demokratickém tisku. Mezi její žáky a blízké přátele patřil spisovatel Karel Michl. Patřila rovněž mezi spoluzakladatele esperantistického hnutí v Rakousku-Uhersku. Překládala také z polštiny. S manželem se také výrazně angažovali ve společenském životě v regionu, od 20. let 20. století pak působili ve Vysokově, kam byl Raichl přeložen. Angažovali se například ve fungování ochotnického spolku Vrchlický. V pozdějších letech pak sepsala soubor regionálních pohádek pro děti.

### Úmrtí
Běla Raichlová zemřela 26. února 1951 v Náchodě ve věku 79 let.
Jejím vnukem byl hudební skladatel Miroslav Raichl.

## Dílo

### Vlastní tvorba
- U Raichlových ve škole (vlastní životopis)
- Úryvky z deníku
- Omladina